# Hoạt động của CIA ở Pháp
Trong khi CIA hợp tác với đối tác Pháp, DGSE, hai quốc gia có các hoạt động thu thập thông tin về nhau, đặc biệt là trong các lĩnh vực kinh tế và khoa học.

## Pháp 1992

### Thu thập thông tin tình báo
"Theo Giám đốc Tình báo Trung ương, Bob Gates, ít nhất 20 quốc gia từ Châu Âu, Châu Á, Trung Đông và Châu Mỹ Latinh đang tham gia vào các hoạt động tình báo có hại cho lợi ích kinh tế của chúng ta (nước Mỹ). Một số trường hợp cụ thể gây sốc. Theo một bài báo gần đây trên New York Times của Peter Schweizer, `từ năm 1987 đến năm 1989, tình báo Pháp đã gieo rắc nốt ruồi vào một số công ty Mỹ, bao gồm cả IBM. Vào mùa thu năm 1991, một nhóm tình báo Pháp đã cố gắng đánh cắp công nghệ tàng hình từ Lockheed.' Các báo cáo khác cho biết các đơn vị tình báo Pháp tiến hành 10-15 vụ đột nhập mỗi ngày tại các khách sạn lớn ở Paris để sao chép tài liệu của các doanh nhân, nhà báo và nhà ngoại giao. Theo một số báo cáo, người Pháp đã che giấu các thiết bị nghe lén trên các chuyến bay của Air France để thu thập thông tin kinh tế hữu ích từ những người đi công tác.

## Pháp 1993

### Thu thập thông tin tình báo
"Năm 1993, R. James Woolsey, khi đó là Giám đốc mới của Cục Tình báo Trung ương, đã công khai tuyên bố rằng tình báo kinh tế tập trung vào các hoạt động tham nhũng của châu Âu và hối lộ là một chương trình của CIA. Tình báo Pháp đã ráo riết truy lùng thông tin từ các giám đốc điều hành Mỹ. Woolsey nói "Không còn Mr. Nice Guy nữa."
Ngay sau đó, trạm CIA ở Paris đã cử ít nhất 5 sĩ quan làm nhiệm vụ tìm hiểu chính sách thương mại quốc gia của Pháp, và chống lại hoạt động gián điệp kinh tế của Pháp chống lại Mỹ. Bốn người theo diện ngoại giao và một người dưới vỏ bọc không chính thức.